# Igrzyska Imperium Brytyjskiego 1930
Igrzyska Imperium Brytyjskiego 1930, oficjalnie I Igrzyska Imperium Brytyjskiego – multidyscyplinarne zawody sportowe, które odbyły się w kanadyjskim mieście Hamilton od 16 do 23 sierpnia 1930 roku. Były to pierwsze tego typu zawody rozgrywane w Kanadzie. Oficjalnego otwarcia dokonał król Wielkiej Brytanii i Dominiów Brytyjskich, cesarz Indii Jerzy V Windsor.
W klasyfikacji medalowej zwyciężyła reprezentacja Anglii, zdobywając najwięcej złotych medali (25) i najwięcej medali w ogóle (60).

## Tło startu
Pomysłodawcą był John Astley Cooper, który w swoim artykule w The Times zasugerował zorganizowanie: Pan-brytyjski i pan-anglikański konkurs i festiwal, który organizowany co cztery lata podnosiłby zrozumienie i współpracę w Imperium Brytyjskim. Sam Cooper czerpał inspiracje z idei olimpijskiej, a założony przez niego komitet pomagał baronowi Pierre'owi de Coubertin przy realizacji pierwszych edycji nowożytnych igrzysk olimpijskich. W 1911 roku zorganizowano w Londynie Festiwal Imperium z okazji koronacji Jerzego V. Częścią tego festiwalu były multidyscyplinarne zawody sportowe (boks, zapasy, pływanie i lekkoatletyka) rozegrane pomiędzy reprezentantami Zjednoczonego Królestwa, Kanady, Australii i Związku Południowej Afryki. Imprezę tą uznaje się czasami jako "pierwowzór" rozgrywanych później igrzysk Imperium Brytyjskiego.
W 1928 roku, Kanadyjczyk Melville Marks Robinson zainspirowany wydarzeniami na IX Letnich Igrzyskach Olimpijskich ponownie przywrócił ideę organizacji igrzysk dla Imperium. Dwa lata później, w 1930 roku zorganizowano z jego inicjatywy I Igrzyska Imperium Brytyjskiego w kanadyjskim mieście Hamilton, lecz kobiety wzięły udział jedynie w konkurencjach pływackich i skokach do wody.

## Dyscypliny
Na I Igrzyskach Imperium Brytyjskiego rozegrano zawody w pięćdziesięciu dziewięciu konkurencjach w sześciu dyscyplinach.
- Boks (szczegóły)
- Bowls (szczegóły)
- Lekkoatletyka (szczegóły)
- Sporty wodne:
  -  pływanie (szczegóły)
  -  Skoki do wody (szczegóły)
- Wioślarstwo (szczegóły)
- Zapasy (szczegóły)

## Państwa uczestniczące
I Igrzyska Imperium Brytyjskiego gościły reprezentacje jedenastu krajów, dominiów i kolonii brytyjskich. Według podziału na kontynenty, do Hamilton przyjechały cztery reprezentacje z Europy, cztery reprezentacje z obu Ameryk, jedna reprezentacja z Afryki i dwie reprezentacje z Oceanii.
- Anglia
- Australia
- Bermudy
- Gujana Brytyjska
- Irlandia
- Kanada
- Nowa Fundlandia
- Nowa Zelandia
- Szkocja
- Walia
- Związek Południowej Afryki

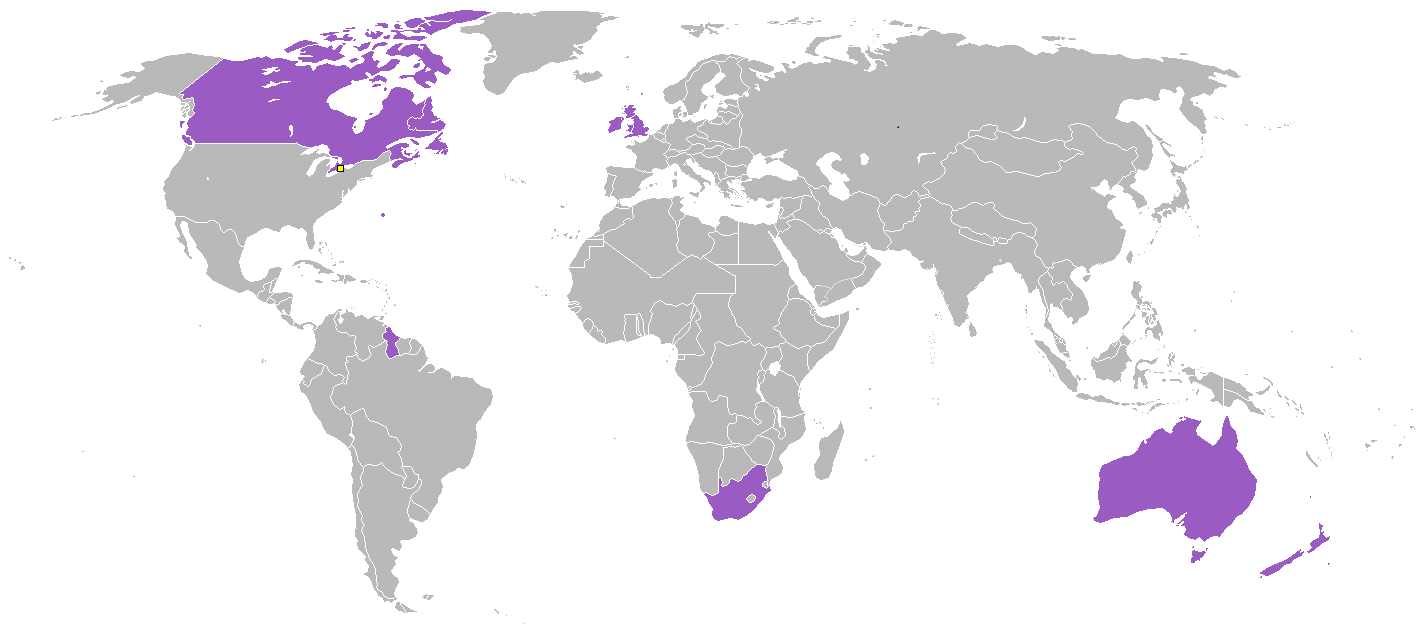
Legenda
kolor fioletowy – państwa, uczestniczące w igrzyskach Imperium Brytyjskiego po raz pierwszy

## Klasyfikacja medalowa

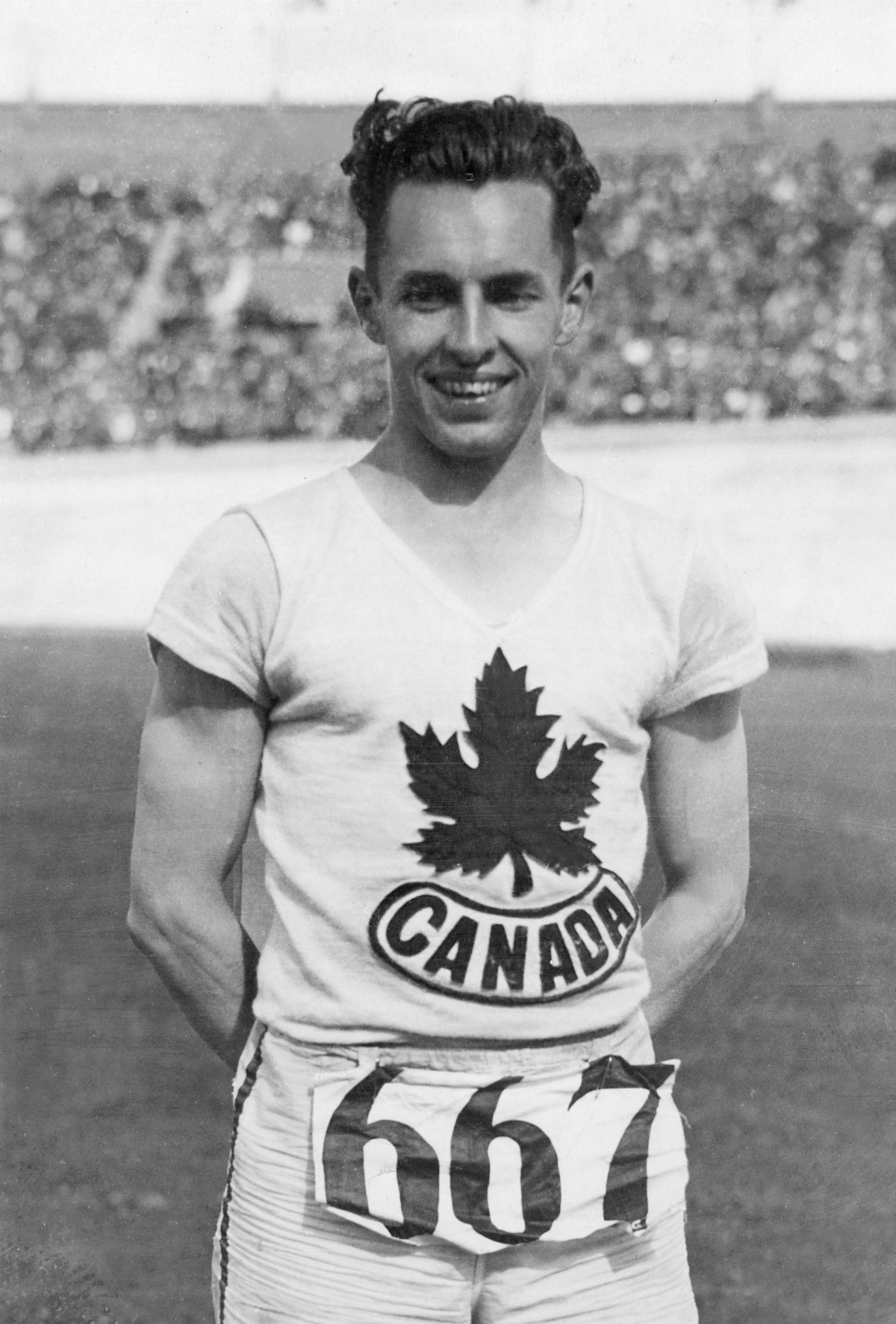
Percy Williams — zwycięzca biegu na 100 jardów

| Klasyfikacja medalowa |                            |       |        |      |       |
| Lp.                   | Państwo                    | złoto | srebro | brąz | razem |
| 1                     | Anglia                     | 25    | 22     | 13   | 60    |
| 2                     | Kanada                     | 20    | 16     | 18   | 54    |
| 3                     | Związek Południowej Afryki | 6     | 4      | 8    | 18    |
| 4                     | Nowa Zelandia              | 4     | 4      | 2    | 10    |
| 5                     | Australia                  | 3     | 4      | 1    | 8     |
| 6                     | Szkocja                    | 2     | 3      | 5    | 10    |
| 7                     | Walia                      | 0     | 2      | 1    | 3     |
| 8                     | Gujana Brytyjska           | 0     | 1      | 1    | 2     |
| 9                     | Irlandia                   | 0     | 1      | 0    | 1     |
| Razem                 | Razem                      | 59    | 57     | 49   | 165   |